# Ломов, Анатолий Михайлович
Анато́лий Миха́йлович Ло́мов (11 марта 1935, с. Чернавка, Воронежская область, РСФСР — 13 мая 2018, Воронеж, Россия) — советский и российский лингвист, доктор филологических наук, профессор, почётный работник высшего профессионального образования Российской Федерации.

## Биография
А. М. Ломов родился 11 марта 1935 г. в с. Чернавка Панинского р-на Воронежской области.
В 1958 году с отличием окончил филологическое отделение историко-филологического факультета ВГУ, в 1965 году — аспирантуру ВГУ. С этого же года А. М. Ломов — преподаватель кафедры русского языка и общего языкознания ВГУ.
В 1966 году защитил кандидатскую диссертацию «Глагольные конструкции с зависимым членом в функции объекта» (научный руководитель — профессор В. И. Собинникова).
С 1969 по 1975 г. доцент кафедры русско-славянского языкознания, затем — выделившейся из её состава кафедры общего языкознания и стилистики ВГУ.
В 1975—1977 годах — старший научный сотрудник ВГУ. С 1977 по 1983 г. заведовал кафедрой русского языка для иностранных граждан ВГУ.
В 1978 г. защитил докторскую диссертацию «Аспектуальные категории русского языка и их функциональные связи».
В 1983 г. возглавил кафедру русского языка Воронежского госуниверситета.
С 1986 по 1988 г. профессор института славистики университета г. Зальцбурга (Австрия). С 2004 года профессор кафедры русского языка Воронежского государственного университета.

## Научная деятельность
В сфере научных интересов учёного русская аспектология и русский синтаксис. Со второй половины 80-х А. М. Ломов активно работал над проблемой синтаксической систематики (в области простого, осложненного и сложного предложений). В последние годы проф. Ломов занимался анализом шедевра древнерусской литературы «Слово о полку Игореве» (с целью уточнения времени его создания и определения автора этого произведения).

### Наиболее значимые публикации
- Очерки по русской аспектологии. Воронеж, 1977. — 364 с.
- Основы русской грамматики. Воронеж, 1984 (в соавт. с И. П. Распоповым).— 350 с.
- Типология русского предложения. Воронеж, 1994. — 278 с.
- Lomov Anatoly M. Prologo // Rafael Gusman Tirado, Enrique F. Quevo Yervilla. Tipologia de la Oration Subordinada en ruso y en espanol Granada, 2002.P. 7-24
- Два этюда о тёмных местах в «Слове» // Материалы по русско-славянскому языкознанию. Вып. 25. Воронеж, 2003. С. 25- 33
- Русский синтаксис в алфавитном порядке. — Воронеж, 2004. — 400 с. (Переиздано: Словарь-справочник по синтаксису современного русского языка. М.: АСТ, Восток-Запад, 2007. 416 с.)
- Загадки великого «Слова» // Подъём, 2003. № 7. С. 198—213; № 10. С. 196—214 ; № 11. С. 174—188; 2004, № 4. С. 204—218. № 5. С. 233—250.
- «Слово о полку Игореве» и вокруг него. — Воронеж: Издательско-полиграфический центр Воронежского государственного университета, 2010. — 244 с.

## Публикации в СМИ
- Ожерельева Е. Любовь к слову («Воронежский курьер»)
- Ткачёва Т. Порядок «Слов». Воронежский учёный открыл наследие первого русского поэта («Российская газета»)
- Лифшиц Р. Новое слово о «Слове» («АИФ-Черноземье») (недоступная ссылка)
- Выставкина К. Профессор из Воронежа открыл имя автора «Слова о полку Игореве»? («Комсомольская правда»)